# 游梓翔
游梓翔（1967年7月3日—），臺灣傳播學者、時事評論者、前政治幕僚，出生於臺北市，籍貫安徽婺源（今屬江西省）。現任世新大學講座教授、傳播博士學位學程教授。

## 教職經歷
游梓翔任教於世新大學，曾兼任世新大學國際學術交流中心主任多年。於2009年8月轉任世新大學傳播研究所所長，主持傳播博士學程。2011年8月轉任世新大學口語傳播系主任。2016年8月擔任世新大學新聞傳播學院院長。2018年8月，擔任世新大學副校長，2020年8月，專任世新大學口語傳播暨社群媒體學系教授。2021年8月，獲聘為世新大學特聘教授。2025年2月，獲聘為世新大學講座教授。

### 學術表現
發表有《演講學原理》與《認識辯論》。2018年8月與溫偉群教授共同出版《社群媒體與口語傳播》。
也因為在辯論方面的著述與參與，除台灣外，在中國大陸及星馬華人辯論圈亦頗具聲名，曾被華語辯論網選為「2003華語辯壇十大風雲人物」。學術論文刊載於辯論學界知名的荷蘭《Argumentation》期刊（SSCI），另也有危機公關、政治傳播相關論文刊載於《Asian Journal of Communication》（SSCI）以及《Chinese Journal of Communication》（SSCI）。

### 授課演講
- 他常在台灣、香港、馬來西亞等地演講溝通與表達等相關主題。
- 廈門大學開講政要耍幽默講座[3]。
- 廈門大學開設EMBA課程[4]
- 廣州中山大學開設EMBA課程[5]。

### 媒體特約來賓
兩岸媒體常見的新聞評論員，過去常見於台灣談話節目，現常在中国中央电视台CCTV-4中文国际频道節目「海峽兩岸」等、CCTV-13新聞頻道以及鳳凰衛視發表評論。也曾獲邀參與CNN On China 節目擔任嘉賓。

## 从政經歷
游梓翔於2002年擔任馬英九台北市長競選總部發言人。2004年擔任連戰宋楚瑜全國競選總部發言人，之後擔任馬英九主政時的臺北市政府新聞處處長及臺北市政府發言人，後因與金溥聰激烈衝突而以「理念不合」為由離開馬英九團隊。2015年出任洪秀柱參選總統前期的競選總部發言人，面對洪先前發表的一中同表觀點，游強調重點是要對岸認知中華民國的事實存在，也希望兩岸能簽署兩岸和平協議。

## 評論
- 2013年9月11日，針對九月政爭，游梓翔表示，如果真是關說，關說者自應為此付出代價。不過指控者也要在程序上站得住腳，才不會落入鬥爭口實。
  - 若涉不法，應由司法調查追訴，但本案並未定罪、亦非總統府職權。
  - 若涉行政違失，監察院還沒查呢，監察院怎麼查怎麼斷也不是總統府管的。
  - 如果是黨員或不分區立委行為不當，黨要高標懲處，那是黨主席的事（考紀會也還沒查呢），與總統無關。游梓翔強調，王金平是不是關說？「你要問我，我會說嫌疑很大，但無罪推定，認為他有的人應走司法或監察途徑制裁之。我反對用有憲法分際與干預個案爭議的方式制裁一個有涉嫌關說司法個案的人。你用一惡對付一惡，就算贏了還是剩下一惡，況且弄不好人家的惡還會看起來沒有你惡」。[12]

- 2017年4月22日，針對本月法務部矯正署新店戒治所前蔣中正銅像、烏山頭水庫八田與一銅像與陽明山花鐘公園蔣中正銅像相繼被砍頭事件，游梓翔表示，台灣曾幾何時，天堂、溫暖、友善、有禮都敵不過無止境的意識形態惡鬥，鬥完兩蔣鬥孫中山，連孔子、媽祖都不放過，最後變成「你用拒馬我加刀片，你砍這頭我砍那頭」，政治人物、歷史人物、十二生肖各種銅像頭掉滿地，台灣終於把自己弄成了名聞遐邇的亞洲「砍」城[13]。

## 著作
- 《認識辯論》（被日本教授井上奈良彥評為「台湾における教育ディベ ート研究・実践書の決定版と言える」）[14]
- 《演講學原理》
- 《愛情ICQ》
- 《領袖的聲音》（孫中山及兩岸四代領導人的言論分析）
- 《社群媒體與口語傳播》
- 《制勝談判：36步驟達成合作雙贏》
- 《制勝談判：72戰術應對博弈困境》